# Schertz, Texas
Schertz là một thành phố thuộc quận Guadalupe, tiểu bang Texas, Hoa Kỳ. Năm 2010, dân số của xã này là 31465 người.

## Dân số
- Dân số năm 2000: 18694 người.
- Dân số năm 2010: 31465 người.